# ناتالی شیفر
 ناتالی شیفر (انگلیسی: Natalie Schafer؛ ۵ نوامبر ۱۹۰۰ – ۱۰ آوریل ۱۹۹۱) یک هنرپیشه اهل ایالات متحده آمریکا بود. وی بین سال‌های ۱۹۲۷ تا ۱۹۹۰ میلادی فعالیت می‌کرد.
از فیلم‌ها یا برنامه‌های تلویزیونی که وی در آن نقش داشته است می‌توان به عاشقتم لوسی و جزیره گیلیگن اشاره کرد.